# The Human Scale
|  | Denne artikel er oprettet af botten PalnaBot ud fra en ekstern database. Den kan derfor have sproglige fejl eller mangler. Denne skabelon kan fjernes efter kontrol af indholdet. |

The Human Scale er en dokumentarfilm fra 2013 instrueret af Andreas Møl Dalsgaard efter eget manuskript.

## Handling
Gigantiske motorvejsnet, skyhøje bygninger og menneskeliv, der lever i hver deres separate betonkasse. Storbyen er blevet moderne, men hvordan passer metropolernes udformning egentlig til menneskets behov og adfærd? Den danske stjerne-arkitekt Jan Gehl og hans crew af arkitekter har en humanistisk mission. De vil generobre byerne efter bilernes invasion og indrette byer i menneskeskala, så de bygger på livskvalitet og bæredygtighed. Og så de passer til fodgængere og cyklister frem for biler. "Reclaim public space," lyder kampråbet. Gehls fokus på sammenhængen mellem menneskeskabt miljø og livskvalitet bakkes op af arkitekter og byplanlæggere i hele verden. Fra København til Beijing, fra Shanghai til New York, fra Los Angeles til Melbourne, og fra Christchurch til Dhakar - og det er netop med visionen om det nære byrums potentiale, at "The Human Scale" formidler Gehls mangeårige arbejde med byplanlægning i dansk og international kontekst.